# Grupo Desportivo Parada
O Grupo Desportivo Parada é um clube de futebol de Portugal fundado em 1981 e sediado na freguesia de Parada de Ester, concelho de Castro Daire, Viseu. Os seus jogos em casa são disputados na Nossa Senhora de Fátima.